# Avro Tutor
Авро Тьютор (англ. Avro Tutor — наставник, учитель) — британский самолёт первоначального обучения, выпускавшийся в 1930-х годах. Использовался Королевскими военно-воздушными силами и ВВС других стран.
Из-за своей хорошей управляемости был частым участником авиашоу и использовался в воздушном цирке.

## Тактико-технические характеристики
Источник данных: 

Технические характеристики
- Экипаж: 2 (курсант и инструктор)
- Длина: 8,08 м
- Размах крыла: 10,36 м
- Высота: 2,92 м
- Площадь крыла: 27,96 м²
- Масса пустого: 839 кг
- Нормальная взлётная масса: 1115 кг
- Силовая установка: 1 × Армстронг Сиддли Линкс IVC
- Мощность двигателей: 1 × 240 л. с. (1 × 180 кВт)
- Воздушный винт: двухлопастный фиксированного шага

Лётные характеристики
- Максимальная скорость: 196 км/ч (122 миль в час)
- Крейсерская скорость: 169 км/ч (105 миль в час)
- Практическая дальность: 402 км (250 миль)
- Практический потолок: 4940 м (16200 футов)

## Эксплуатанты
Великобритания
- Royal Air Force: 417 самолётов.
- Royal Navy Fleet Air Arm

 Канада
- Королевские канадские ВВС: 6 самолётов.[3]

 Южно-Африканская Республика
- Военно-воздушные силы Южно-Африканской Республики: 60 самолётов.

 Чехословакия
- ВВС Чехословакии: минимум 1 самолёт в составе 310-й эскадрильи британских ВВС[4].

 Польша
- ВВС Польши: 2 самолёта. Также лицензионный выпуск под маркой PWS-18.

 Греция
- Королевские ВВС Греции: около 90 самолётов, включая местный лицензионный выпуск.

 Дания
- авиация флота: 5 самолётов.

 Китайская Республика
- ВВС Китайской Республики: (авиация Гуанси): 5 самолётов.

 Королевство Ирак
- Королевские ВВС Ирака: 3 самолёта.

 Ирландия
- Воздушный корпус Ирландии: 3 самолёта.